# 유성 권설 파열음
유성 권설 파열음(有聲捲舌破裂音)은 자음의 하나로 치조후에서 혀끝을 말아 만드는 유성 파열음이다.

## 특징
- 조음 방법은 조음기관 내의 공기의 흐름을 차단하여 만드는 파열음이다.

## 발음의 예
- 노르웨이어, 스웨덴어: rd에서 이 소리가 난다.
- 자와어, 소말리어: dh에서 이 소리가 난다.
- 시칠리아어: ḍḍ에서 긴소리로 난다.

## 같이 보기
- Ɖ